# アフリヒリ
アフリヒリ（アフリヒリ: Ni Afrihili Oluga、英語: the Afrihili language）は、1970年にK. A. Kumi Attobrah（Kumi Atɔbra）によって創られた人工言語。言語名はアフリカとスワヒリ語を組み合わせたもので、アフリカ全土の共通語としての使用を意図している。ガーナのアクロケリ（Akrokɛri）出身の著者は、1967年にドーバーからカレーへの航海中にこのアイデアを思いついたとされる。彼は「大陸のさまざまな民族の団結と理解を促進し、翻訳による印刷コストを削減し、貿易を促進する」ことを意図しており、アフリカ人にとって習得しやすい言語となることを意味している。

## 元となった言語
アフリヒリは、さまざまなアフリカの言語、特にスワヒリ語とアカン語（Attobrahの母国語）から音韻、形態、構文を採用している。アフリヒリの語彙は、さまざまなアフリカの言語、および「アフリカ化されているため外国人には見えない」多くの他の出典からの単語を網羅しているが、著者は具体的な語源を示していない。ただ、語義は完全に英語的であり、英語の表現の派生語が多く見られる。これは（元となっている）スワヒリ語とアカン語の書き言葉に英語が強く影響しているからと考えられる。
- mu（英「in」）、to（英「to」）、muto（英「into」）
- kupitia （英「through」）、paasa（英「out」）、kupitia-paasa（英「throughout」）

## 文字と発音
アフリヒリでは、ラテン文字に加えて 2 つの母音文字 ⟨Ɛ ɛ⟩ と ⟨Ɔ ɔ⟩ が使用される。これらの文字は、ガーナの言語と国際音声記号では [ɛ] と [ɔ] の音価を持つ。外国人の名前は、元の綴りではなく発音で綴られるため、たとえば「Hastings」は Hestins と綴られる。2つの二重音字 ⟨ch⟩ と ⟨sh⟩ があり、英語とスワヒリ語のように [tʃ] と [ʃ] の音価を持つ。J と y も同様に [dʒ] と [j] の音価を持つ。ng は二重音字ではなく、英語の「finger」のように [ŋɡ] と発音される。
母音は a ɛ e i ɔ o u で、二重母音文字は、長母音ではなく連続して発音される。
子音は p t ch k、b d j g、m n ny、f s sh h、v z、l r y w となる。
声調は無く、アクセントは最後から2番目の母音に置かれる。感嘆符は節の先頭に付き、節は通常どおりコンマまたはピリオドで終わる。疑問符は最後に付く。